# Kung Ping av Zhou
Kung Ping (周平王; Zhōu Píng Wáng) var en kung över den kinesiska Zhoudynastin. Kung Ping regerade riket 770 f.Kr. till 720 f.Kr. Hans personnamn var Ji Yijiu (姬宜臼).
Ji Yijiu var Kung Yous äldsta son och tronarvinge. När Västra Zhoudynastins huvudstad Haojing (dagens Xi’an) plundrades och Kung You dödades installerades pins Yijiu som Kung Ping över Zhoudynastin. Den nya kungen eskorterades av baroner från feodalstaterna Qin, Zheng och Jin till landets östra huvudstad Wangcheng (dagens Luoyang) där han år 770 f.Kr, installerade sitt hov. Flytten av huvudstad initierar början av Östra Zhoudynastin och även Vår- och höstperioden.
Kung Ping belönade Qins ledare med titeln Hertig Xiang av Qin och gav honom området kring Zhous tidigare huvudstad i väst. Det nya kungliga territoriet kring den nya östliga huvudstaden Wangcheng blev begränsat till ett relativt litet område runt staden. Efter flytten av huvudstaden reducerades kungamakten avsevärt, och alla feodalstaterna tog därefter inte order från kungen längre.